# Zone of the Enders
Zone of the Enders (ゾーン　オブ　エンダーズ Zōn obu Endāzu?), vanligtvis under förkortningen ZOE, är en datorspelsserie skapat av Hideo Kojima och datorspelsförlaget Konami, och utvidgas av animeringsstudion Sunrise. Det ursprungliga spelet i serien utvecklades inför lanseringen av Playstation 2, som har gett upphov till en spinoffuppföljare till Game Boy Advance, en OVA-film, och en anime på tjugosex episoder.